# Софроній Єрусалимський
Софро́ній (560, Дамаск — 11 березня 638, Єрусалим) — монах, теолог, патріарх Єрусалимський (634—638). Святий Єрусалимської православної церкви. 

## Життєпис
Народився у Дамаску, Візантійська імперія. Отримав хорошу освіту. Зробив прощу до Святої землі, де вшановував святі місця та відвідував монастирі. Знайомився з відомими аскетами, що жили в монастирях та пустелі. В Юдеї відвідав монастир  Феодосія Великого, де познайомився з Іваном Мосхом, який став його духовним  вчителем і побратимом. Разом з ним подорожували Малою Азією та Сирією. 
В Єгипті 580 року постригся в ченці. 
У 634 році обрано патріархом Єрусалимським. Майже одразу він скликав до Єрусалима всіх єпископів на Синод, який осудив єресь монотелітів. 
Під час мусульманського завоювання Леванту керував обороною Єрусалима (636–637), але здав місто халіфу Умару. 
Отримав від Умара договір захисту зіммі, що гарантувала свободу віросповідання християнам, євреям та зороастрійцям. 
Помер 11 березня 638 року в Александрії, Єгипет, залишивши у спадщину життєписи святих, синодальний лист і різні пісні. День пам'яті — 11 березня.